# Santo Domingo, Antioquia
Santo Domingo este un municipiu din departamentul Antioquia, Columbia.